# Glil Yam

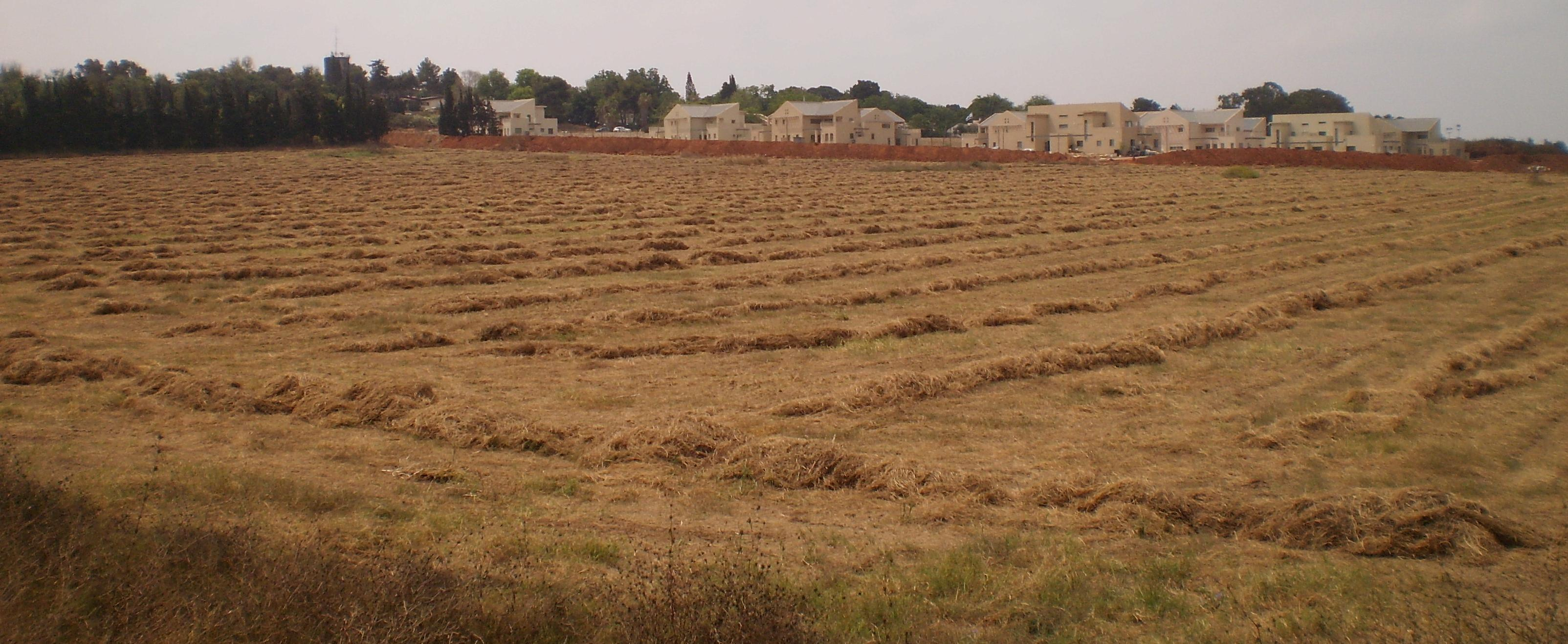
Vue du nord-ouest.

Glil Yam (גְּלִיל יָם) est un kibboutz créé en 1943.